# Ельбузд
Ельбузд — хутор в Азовском районе Ростовской области.
Входит в состав Задонского сельского поселения.

## География
Расположен в 45 км (по дорогам) юго-западнее районного центра — города Азова, на правом берегу реки Эльбузд.
Западнее хутора проходит дорога М4 «Дон».

### Улицы
- ул. Косолаповой,
- ул. Новостройки,
- ул. Октябрьская,
- ул. Степная,
- ул. Юбилейная.

## Население
| 1989 | 2002 | 2010 |
| ---- | ---- | ---- |
| 427  | ↘382 | ↗390 |

Национальный состав
Согласно результатам переписи 2002 года, в национальной структуре населения русские составляли 91 %.

## Известные уроженцы, жители
Музыченко, Борис Александрович (1931—2013) — советский российский учёный, агроном-виноградарь.
Ландырев Панкрат Григорьевич - казак, основатель хутора Ландыревых (хутор Ельбузд после 1925 года)
Ландырев Яков Панкратович -?
Ландырев Силантий Панкратович - ?
Ландырев Андрей Панкратович - умер в Ухтпечлаге 15 января 1941 г (осужден в 1935 г., 8 лет, ст. 58)
Ландырев Трофим Панкратович - Убит комиссарами в 1930 году у ворот хутора
Супруга - Ландырева Вера Ивановна; Дети: 
дочь -  Валентина Трофимовна: сын - Юрий Иванович
сын - Василий Трофимович: дочь - Оксана Васильевна; сын - Алексей Васильевич

## Инфраструктура
Личное подсобное хозяйство с зоной сельскохозяйственного использования, индивидуальная застройка усадебного типа.
Основа экономики — сельское хозяйство.

## Транспорт
Хутор доступен автотранспортом. Остановка общественного транспорта «Поворот на Ельбузд».